# 해일지진

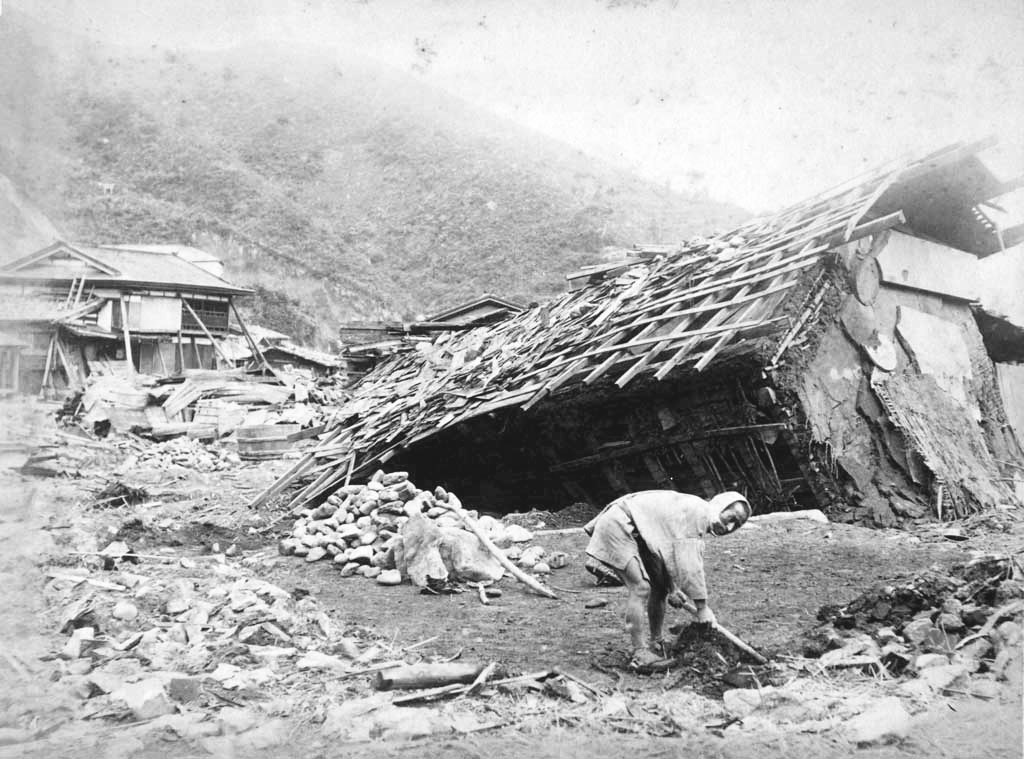
1896년 메이지 산리쿠 지진은 전형적인 해일지진이었다.

해일지진(일본어: 津波地震 쓰나미지신[*])은 단주기 지진파로 지진 규모를 측정할 때 지진의 규모에 비해 거대한 높이의 쓰나미가 형성되는 지진을 의미한다. 1972년 일본의 지진학자 가나모리 히로오가 처음 정의했다. 해일지진은 단층 파괴가 매우 천천히 일어나기 때문에 발생한다. 해일지진은 흔들림이라는 경고가 거의 없이, 혹은 아에 없는 상태에서 해안가에 갑작스럽게 높은 쓰나미를 덮치게 만들 수 있어 위험하다.

## 특성
해일지진의 특성으로는 지진으로 방출되는 에너지가 일반적인 해일성 지진에 비해 더욱 긴 주기(저주파)에 걸쳐 발산된다는 점이 있다. 이런 유형의 지진은 일반적인 지진처럼 지진파의 진폭이 뚜렷하게 정점을 찍고 강하게 흔들리는 형태를 보이지 않는다. 해일지진은 해저지진의 일종인데 해일지진의 경우 약 20초 주기의 표면파로 계산하는 표면파 규모 Ms와 모든 주파수에서 방출하는 총 에너지의 크기를 계산하는 모멘트 규모 Mw 둘이 큰 차이를 보인다. 해일지진에서 보이는 단층 변위는 통상적인 쓰나미를 만들어내는 같은 모멘트 규모의 일반지진과 비교하면 평균 두배 이상 크다. 해일 지진의 단층 파열 속도는 평균 초당 1.0 km로, 다른 메가스러스트 지진의 초당 2.5-3.5 km에 비해 매우 느리다. 단층 파열 속도가 더 느리기 때문에 단층 파열의 방향성이 더 강해져 짧은 해안 구간에 더 높은 융기를 만들어낼 수 있다. 해일지진은 보통 큰 부가체가 존재하거나 퇴적물이 침강되는 섭입대에서 잘 발생하는데 이는 약한 강도를 가진 퇴적물에서 단층 파열 속도가 더 느려지기 때문이다.

## 발생 원인
1946년 알류샨 열도 지진과 같은 해일지진을 분석하면 지진 모멘트의 방출이 비정상적으로 긴 주기로 일어남을 알 수 있다. 표면파에서 계산한 유효 모멘트를 계산한다면 일반적인 지진은 주파수에 따라 거의 쭉 일정한 크기로 유지되는 반면, 해일지진은 지진파의 주파수가 감소하며서 그 모멘트값이 급격하게 증가한다. 해저가 변형되는 지속시간은 최대 수분간 쓰나미의 크기에 결과적으로는 거의 영향을 미치지 않는다. 하지만 장기간의 에너지 방출은 비정상적으로 느린 단층 파열 전파 속도와 거의 비슷하다.
파열 속도가 느린 것은 물렁한 퇴적암처럼 상대적으로 강성이 약한 물질을 통해 전파되는 상황에서 발생한다. 대부분의 해일지진은 메가스러스트에 달린 부가체가 발달한 섭입대의 가장 윗부분에서 일어나는 단층 파열과 관련이 깊다. 또한 해일지진은 해양 지각의 최상부에 있는 얉은 침강 퇴적암층 존재와 관련이 깊으며, 해양 지각 상단의 지형학적으로 중요한 부분이자 해저에 바로 영향을 줄 수 있는 수직경사 방향으로 단층파괴가 전파되는 부분에 해당할 것으로 추정된다.

## 예시

### 1896년 산리쿠 지진
1896년 6월 15일, 일본 산리쿠 연안에서 최대 높이 38.2 m에 달하는 쓰나미가 휩쓸려 22,000명 이상이 사망했다. 쓰나미가 닥치기 전까지 매우 약한 흔들림만 있었기 때문에 해안가 마을 주민들은 전혀 대비되지 않은 상태에서 거대한 쓰나미를 맞아야 했다. 쓰나미 규모로 측정한 결과 Mt8.2로 나왔지만, 표면파 규모로는 그보다 더 낮은 Ms7.2로 나왔다. 이런 규모 차이는 단순한 단층 파열 속도 차이 그 이상으로 나타났다. 오버슈트되어 지나치게 움직여진 판이 되돌아가는 과정에서 판이 수평이동을 하며 부드러운 퇴적물이 쌓인 부가체가 변형되며 추가적인 융기가 발생했고, 쓰나미 생성 모델을 통해 규모와 쓰나미 높이의 차이를 설명하는 데 성공해 모멘트 규모는 약 Mw8.0-8.1이라고 추정했다.

### 1992년 니카라과 지진
1992년 니카라과 지진은 광대역 지진망에서 기록된 최초의 해일지진이다. 표면파 규모는 Ms7.0-7.2로 추정되었으나 실제 모멘트 규모는 Mw7.7에 달했다.
수정 메르칼리 진도 계급 기준 III의 매우 약한 진동만 있었지만, 최대 높이 9.9 m에 달하는 쓰나미가 닥쳐 116명이 사망하고 13,500명 이상이 집을 잃어 이재민이 되었다.

### 기타
- 1605년 게이초 지진[12]
- 1677년 엔포 보소 해역 지진[13]
- 1771년 야에야마 지진[14]
- 1791년 오키나와섬 남쪽 해역 지진[15]
- 1907년 수마트라 지진[16][17]
- 1923년 4월 캄차카 지진[18]
- 1934년 산타크루즈 지진[19]
- 1932년 할리스코 지진[20]
- 1946년 알류샨 열도 지진[2]
- 1960년 11월 페루 지진[3]
- 1963년 쿠릴 열도 지진[3]
- 1975년 시코탄섬 해역 지진[3]
- 1982년 통가 지진[21]
- 1994년 자와 지진[3]
- 1996년 침보테 지진[3]
- 2002년 게레로 지진[22]
- 2006년 팡안다란 지진해일[23]
- 2010년 10월 수마트라 지진[24]
- 2012년 엘살바도르 지진[25]
- 2015년 도리시마섬 근해 지진[26]
- 2021년 사우스샌드위치 제도 지진[27]

## 같이 보기
- 슬로우 슬립
- 거대해일

## 참고 문헌
- Riquelme, Sebastián; Fuentes, Mauricio (2021), “Tsunami Efficiency Due to Very Slow Earthquakes”, 《Seismological Research Letters》 92 (5): 2998–3006, doi:10.1785/0220200198, S2CID 239707512
- 柿沼太郎、「津波地震がもたらす幾つかの地変形態を対象とした津波形成過程の数値解析」 『海岸工学論文集』 2006年 53巻 p.191-195, doi:10.2208/proce1989.53.191
- 武村雅之、小山順二、「低周波地震のスケーリングモデル 津波地震と中小規模低周波地震の関係」 『地震 第2輯』 1983年 36巻 3号 p.323-336, doi:10.4294/zisin1948.36.3_323